# James Robert Tennant
James Robert Tennant (1928 ) es un botánico inglés que trabajó en los Reales Jardines Botánicos de Kew en su carrera en botánica.

## Algunas publicaciones
- james robert Tennant. 1968. „Angiospermae: Araliaceae“. Editor Balkema, 22 pp.

- henk jaap Beentje, james robert Tennant. 1968. „Flora of Tropical East Africa: Araliaceae“. Editor Royal Botanic Gardens, Kew, 23 pp. ISBN 1842462318

- La abreviatura «Tennant» se emplea para indicar a James Robert Tennant como autoridad en la descripción y clasificación científica de los vegetales.[1]

A enero de 2015 tiene en su haber la identificación y clasificación de 22 nuevas especies, subespecies, variedades.